# Licence de langues, littératures et civilisations étrangères et régionales
La filière de langues, littératures et civilisations étrangères et régionales (LLCER) est un cursus universitaire français permettant d'étudier en profondeur une langue étrangère. Les domaines étudiés sont :
- la littérature (romans, pièces de théâtre, poèmes) ;
- les arts (peintures, sculptures, films) ;
- l'histoire (origines, migrations, personnages) ;
- la géographie (territoires, population, topographie) ;
- l'actualité (politique, économique, sociétale) ;
- la linguistique (grammaire, vocabulaire, phonologie, phonétique) ;
- la traduction (littéraire, journalistique).

Les langues étudiées en LLCER sont l'anglais, l'allemand, l'espagnol, l'italien, le portugais et le breton. D'autres langues y figurent (arabe, chinois, japonais, norvégien, russe, sanskrit, etc.) bien que plus rares.
Ce cursus comprend généralement une licence suivie d'un master, voire d'un doctorat. C'est une filière proche de la filière de langues étrangères appliquées (LEA), cette dernière associant au moins deux langues vivantes et formant au monde du commerce et des affaires ou à la traduction spécialisée (juridique et financière).
La licence LLCER prépare principalement à la recherche en histoire ou en littérature étrangère,, ainsi qu'aux métiers de la traduction littéraire ou de l'enseignement. Ainsi, cette licence permet de travailler dans plusieurs secteurs tels que l'interprétariat, l'édition, le tourisme, l'éducation ou encore la communication.
Afin de parfaire la langue choisie, des séjours à l'étranger font partie intégrante de la formation, et sont généralement indispensables pour que l’étudiant LLCER sache maîtriser parfaitement la langue choisie[réf. nécessaire].

## Orientation en Master
Le code de l'éducation fixe une liste des compatibilités des diplômes nationaux de licence avec les diplômes nationaux de master. Les recteurs d'académies et les universités s'appuient sur cette liste pour donner une admission aux étudiants souhaitant poursuivre leurs études.
| Diplôme national de licence                                      | Liste des diplômes nationaux de masters compatibles                                                           |
| ---------------------------------------------------------------- | --- |
| Langues, littératures et civilisations étrangères et régionales. | Arts, lettres et civilisations.                                                                               |
| Langues, littératures et civilisations étrangères et régionales. | Civilisations, cultures et sociétés.                                                                          |
| Langues, littératures et civilisations étrangères et régionales. | Didactique des langues.                                                                                       |
| Langues, littératures et civilisations étrangères et régionales. | Etudes européennes et internationales.                                                                        |
| Langues, littératures et civilisations étrangères et régionales. | Français langue étrangère.                                                                                    |
| Langues, littératures et civilisations étrangères et régionales. | Langues et sociétés.                                                                                          |
| Langues, littératures et civilisations étrangères et régionales. | Langues, littératures et civilisations étrangères et régionales.                                              |
| Langues, littératures et civilisations étrangères et régionales. | Relations internationales.                                                                                    |
| Langues, littératures et civilisations étrangères et régionales. | Traduction et interprétation.                                                                                 |
| Langues, littératures et civilisations étrangères et régionales. | Histoire. |
| Langues, littératures et civilisations étrangères et régionales. | Histoire, civilisations, patrimoine.                                                                          |
| Langues, littératures et civilisations étrangères et régionales. | Humanités numériques.                                                                                         |
| Langues, littératures et civilisations étrangères et régionales. | Langues étrangères appliquées.                                                                                |
| Langues, littératures et civilisations étrangères et régionales. | Métiers du livre et de l'édition.                                                                             |
| Langues, littératures et civilisations étrangères et régionales. | Sciences du langage.                                                                                          |
| Langues, littératures et civilisations étrangères et régionales. | Tourisme. |
| Langues, littératures et civilisations étrangères et régionales. | Métiers de l'enseignement, de l'éducation et de la formation (MEEF), 1er degré.                               |
| Langues, littératures et civilisations étrangères et régionales. | Métiers de l'enseignement, de l'éducation et de la formation (MEEF), pratiques et ingénierie de la formation. |
| Langues, littératures et civilisations étrangères et régionales. | Métiers de l'enseignement, de l'éducation et de la formation (MEEF), 2e degré.                                |

## Dans la culture

### Chanson
- Jacqueline Taieb a écrit une chanson « La fac de lettres » (1967) à propos d'une licence d'anglais.